# Сидора, Вера Фёдоровна
Вера Фёдоровна Сидора (14 января 1933—1996) — птичница опытного хозяйства «Борки» Украинского научно-исследовательского института птицеводства, Змиёвский район Харьковской области, Герой Социалистического Труда (25.12.1959).

## Биография
Родилась на хуторе Сидоры Змиёвского района Харьковской области 14 января 1933 года.
После окончания школы и до выхода на пенсию работала птичницей в совхозе «Борки» Украинского НИИ птицеводства (Змиёвский район Харьковской области).
До 1958 года обслуживала 2 тысячи кур-несушек. С 1959 года, с вводом в строй новой птицефермы с механизированными операциями по раздаче кормов и сбору яиц, освоив новые механизмы и оборудование, стала обслуживать 6 тысяч голов. Успешно выполнила взятые соцобязательства и за год получила 1005,9 тысячи яиц (по 179 штук на несушку).
В 1960 году взяла обязательство обслуживать 12 тысяч кур и получить от них 2 миллиона штук яиц, и тоже его выполнила. В 1961 году от этого поголовья при плане 2 миллиона она получила 2160660 штук.
Автор (соавтор) брошюр:
- Попов, Анатолий Андреевич, Сидора, Вера Федоровна. За два миллиона яиц в год. М.: Знание, 1960. 32 с.
- Сидора Вера Федоровна. Есть один миллион — будет два миллиона яиц. М., Сельхозгиз, 1960. 44 с.

Герой Социалистического Труда (25.12.1959).
Умерла в июне 1996 года.